# Ali Al-Jabri
Ali Hilal Saud Al-Jabri (Al-Buraymi, 29 gennaio 1990) è un calciatore omanita, centrocampista del Fanja.

## Carriera

### Club
Ha giocato nella prima divisione omanita.

### Nazionale
Ha esordito in nazionale nel 2009.
Nel 2019 ha partecipato alla Coppa delle nazioni asiatiche.